# Middagstjärnen, Jämtland
Middagstjärnen är en sjö i Åre kommun i Jämtland och ingår i Indalsälvens huvudavrinningsområde. Sjön har en area på 0,0351 kvadratkilometer och ligger 620,4 meter över havet.

## Delavrinningsområde
Middagstjärnen ingår i det delavrinningsområde (702409-135010) som SMHI kallar för Mynnar i Kärrån. Medelhöjden är 628 meter över havet och ytan är 1,51 kvadratkilometer. Det finns ett avrinningsområde uppströms, och räknas det in blir den ackumulerade arean 2,22 kvadratkilometer. Vattendraget som avvattnar avrinningsområdet har biflödesordning 4, vilket innebär att vattnet flödar genom totalt 4 vattendrag innan det når havet efter 376 kilometer. Avrinningsområdet består mestadels av skog (97 procent). Avrinningsområdet har 0,04 kvadratkilometer vattenytor vilket ger det en sjöprocent på 2,3 procent.